# Richland (Michigan)
Richland – wieś w Stanach Zjednoczonych, w stanie Michigan, w hrabstwie Kalamazoo.